# Aeroportul Timika
Aeroportul Timika (IATA: TIM, ICAO: WAYY) este un aeroport din Timika, Mimika Baru⁠(d), Mimika⁠(d), Central Papua⁠(d), Indonezia ce deservește zona Timika. Aeroportul a fost tranzitat în 2018 de 40.061 de pasageri. A fost numit după zona deservită.
Situat la o altitudine de 32 m, aeroportul dispune de o singură pistă.